# 도쿄 필하모니 교향악단

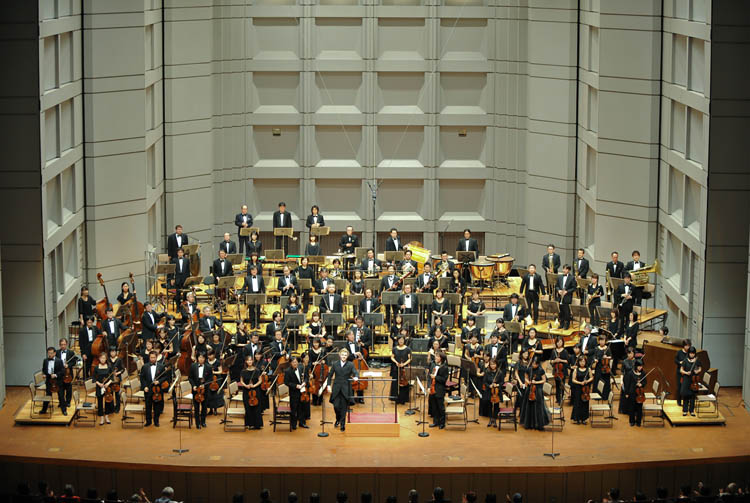
도쿄 필하모니 교향악단

도쿄 필하모니 교향악단(일본어: 東京フィルハーモニー交響楽団, 영어: Tokyo Philharmonic Orchestra)은 일본의 관현악단으로, 일본에서 창단된 최초의 서양식 관현악단으로 기록되고 있다. 1911년 나고야시의 포목점 '마츠사카야' 의 후원으로 창단된 소년음악대가 그 시초로, 1929년 마츠사카야 관현악단으로 개칭하고 단원 수를 정규 관현악단 규모로 늘렸다.
1938년 본거지를 나고야에서 도쿄도로 옮겼고, 이름도 '중앙 교향악단(주오 교향악단)'으로 바꾸었다. 이듬해 독일에서 망명한 만프레드 구를리트를 상임 지휘자로 초빙했고, 1941년부터 일본 초연작을 비롯한 여러 오페라 공연의 반주 악단으로 참가하기 시작했다. 그러나 태평양전쟁 막바지였던 1945년에 도쿄 대공습으로 인해 연습실이 화재로 전소되었고, 악기와 악보 상당수가 소실되는 큰 타격을 입었다.
이 때문에 종전 직후까지 사실상 해체 상태에 있었지만, 9월에 야마다 고사쿠를 단장으로 '도쿄도 필하모닉 오케스트라'라는 이름으로 재결성되었다. 그러나 전후의 재정난으로 도쿄 도가 사실상 지원을 중단했고, 도호 영화사 계열의 극장에서 무성 영화의 반주 음악을 연주하거나 미국 점령군을 대상으로 한 특별 연주회 등으로 간신히 명맥을 이어갔다.
1946년 현재의 이름으로 재창단했고, 1948년 첫 번째 정기 연주회를 개최하면서 NHK와 방송 출연 계약을 체결했다. 1952년에는 재단 법인체로 인가받았고, 이후 오랫동안 재정난에 시달리면서도 활동을 계속 했다. 1973년에는 동남아시아 국가들에서 연주 여행을 했고, 중앙 교향악단 시절부터 계속 해온 오페라와 발레 등 무대 작품 공연의 반주 악단으로도 활발한 활동을 했다.
1984년에는 첫 유럽 순회 공연을 가졌고, 그 성과로 옹가쿠노토모상을 수상했다. 이어 1989년과 1994년에도 유럽 순회 공연을 했고, 1986년과 1995년에는 문화청 예술상과 예술대상을 수상했다. 1989년에는 분카무라 오차드홀과 프랜차이즈 협약을 체결해 상주 악단이 되었으나, 무대 작품 공연이 많은 악단의 특성 때문에 1997년에 신국립극장과 가까운 오페라 시티 콘서트홀에 사무국과 연습실, 악기와 악보 보관실을 마련해 활동하고 있다.
1999년에는 소니의 명예 회장인 오가 노리오가 이사장이 되면서 재정 지원이 활발해졌고, 2001년에는 재정난으로 존폐 위기에 있던 신성 일본 교향악단(신세이 니혼 교향악단)을 흡수 합병하면서 일본에서 가장 대규모 관현악단으로 거듭나 화제가 되었다. 동시에 정명훈을 특별 예술 고문으로 영입했고, 신성 일본 교향악단 이사장이었던 구로야나기 데쓰코는 부이사장으로 취임했다.
정기 연주회는 분카무라 오차드홀에서 시즌당 8회 개최하고 있으며, 1992년부터는 연주회 형식의 오페라 공연도 진행하고 있다. 이외에도 지방 공연, 팝스 콘서트, 청소년 음악회, 살롱 음악회, NHK의 'FM 교향곡 콘서트' 와 '명곡 앨범' 등의 방송 출연도 소화하고 있다.
2005년에는 오가 이사장의 자본으로 나가노현 가루이자와정에 건립된 가루이자와 오가 홀에서도 정기적으로 연주회를 개최하고 있으며, 신성 일본 교향악단이 종전에 맺고 있던 도쿄도 분쿄구와 사이타마현 와코시 사이의 프랜차이즈 협약도 그대로 이어받고 있다.

## 역대 지휘자 목록
상임 지휘자
- 만프레드 구를리트 (1939 - 1945 상임 지휘자)
- 오마치 요이치로 (1961 - 1970 상임 지휘자, 1999 - 전임 지휘자)
- 오타카 다다아키 (1974 - 1991 상임 지휘자, 1992 - 계관 지휘자)
- 오노 가즈시 (1992 - 2000 상임 지휘자, 2001 - 계관 지휘자)
- 댄 에팅거 (2010/04 - 상임 지휘자, 2015/04 - 계관 지휘자)

수석 지휘자
- 안드레아 바티스토니 (2016/10 - )

명예 음악 감독 
- 정명훈 (2001년 특별 예술 고문, 2010년 계관 명예 지휘자, 2016/09 - )

수석 객원 지휘자
- 블라디미르 페도세예프 (1995 - 수석 객원 지휘자)
- 파스칼 베로 (1999 - 2001 신성 일본 교향악단 수석 객원 지휘자, 2001 - 수석 객원 지휘자)
- 야노슈 코바치 (2001 - 수석 객원 지휘자)

특별 객원 지휘자
- 미하일 플레트뇨프 (2015/04 - )

정지휘자
- 고마츠 조세이 (2000 - 2001 신성 일본 교향악단 정지휘자, 2001 - 2005? 정지휘자)
- 누마지리 류스케 (1993 - 1998 신성 일본 교향악단 정지휘자, 1999 - 2003 정지휘자)

상주 지휘자
- 와타나베 가즈마사 (1996 - 2015/03 지휘자, 2015/04 - )

명예 지휘자
- 야마다 가즈오 (1977 -1991 신성 일본 교향악단 예술 고문, 타계 후 영구 명예 지휘자)
- 온드레이 레나르트 (1993 - 1999 신성 일본 교향악단 수석 지휘자, 2001 - 명예 지휘자)

영구 악우 명예 지휘자
- 오가 노리오 (2012)

부 지휘자
- 정민